# Billy (Calvados)
Billy è un ex comune francese di 338 abitanti situato nel dipartimento del Calvados, nella regione della Normandia. Dal 1º gennaio 2019 è stato accorpato ad altri quattro comuni per formare il nuovo comune di Valambray.

## Società

### Evoluzione demografica
Abitanti censiti